# شهرستان القفر
ناحیهٔ القفر (به عربی: مدیریة القفر) یک ناحیه در یمن است که در استان اب واقع شده‌است.

## خصوصیات
ناحیهٔ القفر ۱۰۳٬۲۷۲ نفر جمعیت دارد.